# ONE Pro Cycling
ONE Pro Cycling war ein britisches Radsportteam.
Die Mannschaft wurde 2015 gegründet und erhielt zunächst eine Lizenz als UCI Continental Team. Für die Saison 2016 wurde der Sieger von Mailand–Sanremo 2011, Matthew Goss, verpflichtet und eine Lizenz als UCI Professional Continental Team beantragt, die das Team auch erhielt. Zur Saison 2017 wurde die Mannschaft wieder als Continental Team registriert. Im Spätsommer 2018 gab die Organisation des Teams bekannt, im nächsten Jahr keine Lizenz als Continental Team zu beantragen und sich aus dem Männerradsport zurückzuziehen, um sich stattdessen im Frauenradsport zu engagieren.

## Saison 2017

### Erfolge in der UCI Europe Tour
In den Rennen der Saison 2017 der UCI Europe Tour gelangen die nachstehenden Erfolge.
| Datum          | Rennen                                     | Kat. | Sieger           |
| -------------- | ------------------------------------------ | ---- | ---------------- |
| 4. Juni        | 5. Etappe Szlakiem Walk Majora Hubala      | 2.1  | Thomas Stewart   |
| 18. Juni       | Beaumont Trophy                            | 1.2  | Peter Williams   |
| 30. Juli       | 2. Etappe Kreiz Breizh Elites              | 2.2  | James Oram       |
| 22. August     | GP des Marbriers                           | 1.2  | Karol Domagalski |
| 26. August     | 1. Etappe Ronde van Midden-Nederland (MZF) | 2.2  | ONE Pro Cycling  |
| 26.–27. August | Gesamtwertung Ronde van Midden-Nederland   | 2.2  | Kamil Gradek     |

### Mannschaft
| Teamkader 2017                            | Teamkader 2017     | Teamkader 2017         | Teamkader 2017          |
| Name                                      | Geburtsdatum       | Land                   | Vorheriges Team         |
| ----------------------------------------- | ------------------ | ---------------------- | ----------------------- |
| Tom Baylis                                | 3. Januar 1996     | Vereinigtes Königreich |                         |
| Karol Domagalski                          | 9. August 1989     | Polen                  | Team Raleigh GAC (2015) |
| George Harper                             | 10. Juli 1992      | Vereinigtes Königreich | Giordana Racing (2014)  |
| William Harper                            | 27. Februar 1990   | Vereinigtes Königreich | Pedal Heaven (2016)     |
| Kristian House                            | 6. Oktober 1979    | Vereinigtes Königreich | JLT Condor (2015)       |
| Joshua Hunt                               | 3. April 1991      | Vereinigtes Königreich | NFTO (2014)             |
| Hayden McCormick                          | 1. Januar 1994     | Neuseeland             | Lotto-Soudal U23 (2015) |
| James Oram                                | 7. Juni 1993       | Neuseeland             | Axeon (2015)            |
| Dion Smith                                | 3. März 1993       | Neuseeland             | Hincapie Racing (2015)  |
| Thomas Stewart                            | 9. Januar 1990     | Vereinigtes Königreich | Madison Genesis (2016)  |
| Steele Von Hoff                           | 31. Dezember 1987  | Australien             | NFTO (2015)             |
| Peter Williams                            | 13. Dezember 1986  | Vereinigtes Königreich | IG-Sigma Sport (2013)   |
| Samuel Williams                           | 18. März 1994      | Vereinigtes Königreich | NFTO (2014)             |
| Kamil Gradek (8. Mär.–31. Dez.)           | 17. September 1990 | Polen                  | Verva ActiveJet (2016)  |
|                                           |                    |                        |                         |
| Quellen: ProCyclingStats Cycling Quotient |                    |                        |                         |

## Saison 2018

### Erfolge in der UCI Europe Tour
In den Rennen der Saison 2018 der UCI Europe Tour gelangen die nachstehenden Erfolge.
| Datum    | Rennen                          | Kat. | Sieger        |
| -------- | ------------------------------- | ---- | ------------- |
| 3. März  | Poreč Trophy                    | 1.2  | Emils Liepins |
| 11. März | 3. Etappe Istrian Spring Trophy | 2.2  | Emils Liepins |
| 2. Juni  | Heistse Pijl                    | 1.1  | Emils Liepins |

## Platzierungen in UCI-Ranglisten
UCI America Tour
| Saison | Mannschaftswertung | Fahrerwertung             |
| ------ | ------------------ | ------------------------- |
| 2015   | 47.                | Marcin Białobłocki (297.) |
| 2016   | 43.                | Hayden McCormick (321.)   |
| 2017   | -                  | -                         |

UCI Asia Tour
| Saison | Mannschaftswertung | Fahrerwertung         |
| ------ | ------------------ | --------------------- |
| 2015   | -                  | -                     |
| 2016   | 21.                | George Harper (78.)   |
| 2017   | 49.                | Thomas Stewart (103.) |

UCI Europe Tour
| Saison | Mannschaftswertung | Fahrerwertung             |
| ------ | ------------------ | ------------------------- |
| 2015   | 59.                | Marcin Białobłocki (158.) |
| 2016   | 16.                | Dion Smith (43.)          |
| 2017   | 37.                | Karol Domalgalski (182.)  |

UCI Oceania Tour
| Saison | Mannschaftswertung | Fahrerwertung    |
| ------ | ------------------ | ---------------- |
| 2015   | -                  | -                |
| 2016   | 3.                 | Dion Smith (5.)  |
| 2017   | 10.                | James Oram (20.) |